# 維斯利科芬

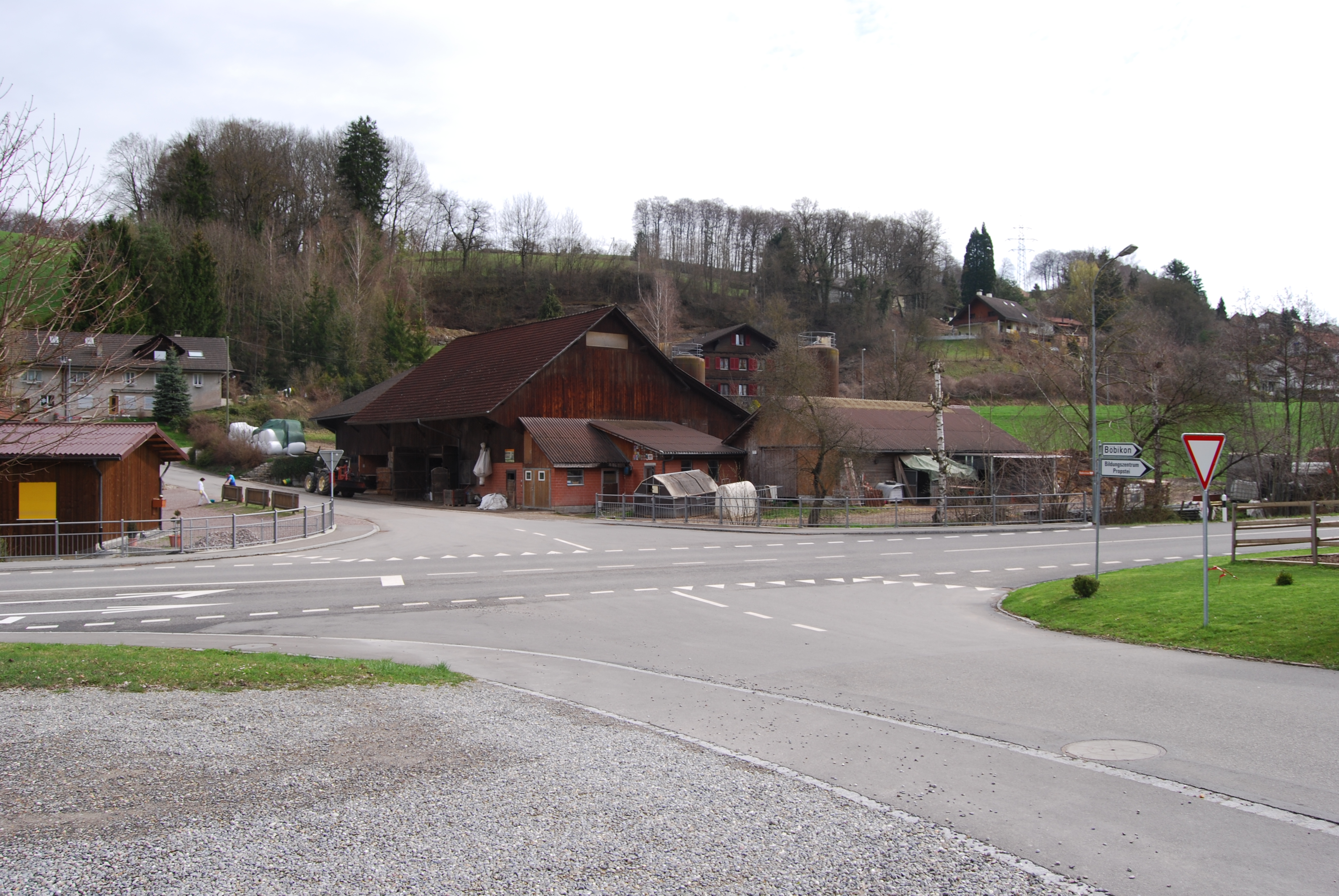

維斯利科芬（英語：Wislikofen）是瑞士的城鎮，位於該國北部，由阿爾高州負責管轄，面積3.75平方公里，海拔高度394米，2012年人口347，六成人口信奉羅馬天主教，人口密度每平方公里93人。